# Jesús Blanco Villar
Pour les articles homonymes, voir Blanco et Villar (nom de famille).
Jesús Blanco Villar (né le 26 mars 1963 à Rois) est un coureur cycliste espagnol. Il est professionnel de 1982 à 1998.

## Palmarès
- 1979
  - Clásica de Pascua
- 1981
  - Clásica de Pascua
- 1983
  - 1rea étape du Tour des Asturies (contre-la-montre par équipes)
  - 1rea étape du Tour de La Rioja (contre-la-montre par équipes)
  - 3e du Circuit de Getxo
- 1984
  - Prologue du Tour de Catalogne
  - 3e du Tour d'Andalousie
  - 3e du Tour des vallées minières
  - 3e du Tour de La Rioja
- 1985
  - Prologue du Tour d'Andalousie
  - Tour de la Communauté valencienne :
    - Classement général
    - Prologue et 4e étape

  - 2e étape du Tour de Murcie
  - Trophée Castille-et-León :
    - Classement général
    - 3e étape

  - Tour des Asturies :
    - Classement général
    - 1rea et 1reb (contre-la-montre) étapes

  - Tour de Galice :
    - Classement général
    - Prologue et 3e étape

  - 3e du Tour d'Andalousie
  - 3e du Tour de Cantabrie
  - 3e du Tour de La Rioja
- 1986
  - 5e et 20e étapes du Tour d'Espagne
  - Prologue du Tour de Burgos
  - 2e du Tour de la Communauté valencienne
- 1987
  - Prologue du Tour d'Andalousie
  - 6e étape du Trophée Castille-et-León
  - 18e étape du Tour d'Espagne (contre-la-montre)
  - Tour de Cantabrie :
    - Classement général
    - 3e et 6e (contre-la-montre) étapes

  - Prologue du Tour de Galice
  - 2e du Tour d'Andalousie
  - 2e du Tour de la Communauté valencienne
  - 6e de la Classique de Saint-Sébastien
- 1988
  - 4ea étape du Tour de Burgos (contre-la-montre par équipes)
  - 2e du Tour d'Andalousie
  - 3e du Tour de la Communauté valencienne
  - 7e du Tour d'Espagne
- 1989
  - 3e du Tour du Pays basque
- 1990
  - 2eb étape du Tour d'Espagne (contre-la-montre par équipes)
  - Mémorial Manuel Galera
- 1991
  - Classement général du Tour de l'Alentejo
  - 3e de Paris-Camembert
- 1995
  - 4e étape du Tour de Trás-os-Montes et Haut Douro
- 1996
  - Circuit de Rio Maior
  - Tour des Terres de Santa Maria da Feira
- 1997
  - 3e étape du Grand Prix Sport de Noticias
  - Grand Prix de Gondomar :
    - Classement général
    - 2e étape

  - 4ea étape du Grande Prémio do Minho
- 1998
  - Troféu RDP-Algarve
  - Circuit de Rio Maior

## Résultats sur les grands tours

### Tour de France
3 participations
- 1986 : 25e
- 1987 : abandon (15e étape)
- 1988 : 35e

### Tour d'Espagne
10 participations
- 1983 : 45e
- 1984 : 30e
- 1985 : non-partant (11e étape)
- 1986 : 16e, vainqueur des 5e et 20e étapes,  maillot amarillo pendant un jour
- 1987 : 25e, vainqueur de la 18e étape (contre-la-montre)
- 1988 : 7e
- 1989 : 16e
- 1990 : abandon (9e étape), vainqueur de la 2eb étape (contre-la-montre par équipes)
- 1991 : 36e
- 1993 : 25e

### Tour d'Italie
1 participation
- 1989 : 25e